# Clematis fusijamana
Clematis fusijamana är en ranunkelväxtart som först beskrevs av Carl Ernst Otto Kuntze, och fick sitt nu gällande namn av M. Johnson. Clematis fusijamana ingår i släktet klematisar, och familjen ranunkelväxter. Inga underarter finns listade i Catalogue of Life.